# Serebriannie golovi
Serebriannie golovi (rus: Серебряные головы "Caps platejats") és una pel·lícula russa de ciència-ficció de 1998 dirigida per Ievheni Iufit.

## Argument
Els científics comencen a dur a terme un experiment secret, el propòsit del qual és estudiar la interacció de l'home i l'arbre en el curs de la seva interfusió, mitjançant la fusió de molècules humanes i d'arbres. L'experiment concebut és descabellat, però el resultat, que els científics esperen obtenir, és molt temptador: l'home-arbre serà estable respecte a l'entorn agressiu, durador, molt sense pretensions...
Un petit grup de científics és enviat a una serralada forestal remota, que volen ser alhora investigadors i participants experimentals. Tanmateix, el bosc no està desert, com pensaven els científics. En primer lloc, hi viu un forestal amb la seva família (dona i fill) i un gos. En segon lloc, estranyes criatures deambulen pel bosc, deixades aquí després d'un experiment fantasmagòric anterior.

## Repartiment
- Tatiana Verkhovskaya
- Vasily Deryagin
- Valery Krishtapenko
- Nikolai Marton
- Vladimir Maslov
- Alexander Polovtsev
- Sergui Txernov
- Daniil Zinchenko